# Txakoli
Txakoli [tʃako’li], baskisch auch Txakolin(a), spanisch Chacolí, ist ein Wein aus dem Baskenland und Kantabrien.

## Herstellung

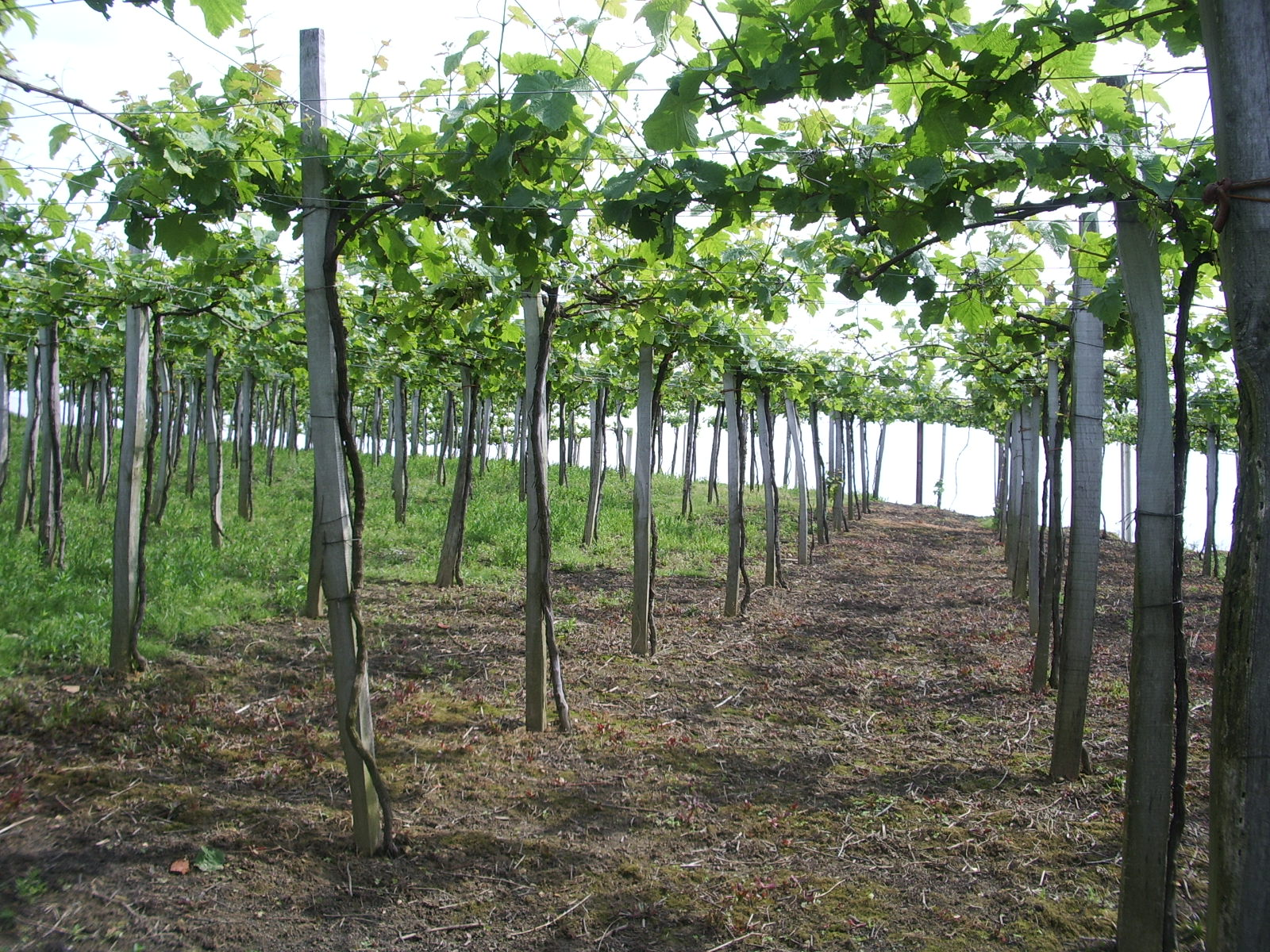
Txakoli-Rebstöcke

Weinanbaugebiete im Baskenland

Er wird weitgehend aus weißen Weintrauben der Rebsorte Hondarribi Zuri hergestellt, es gibt aber auch einen roten Txakoli aus der Rebsorte Hondarribi Beltza. Hondarribi Zuri ist verwandt mit der französischen Rebsorte Courbu.

## Charakter
Es handelt sich um einen sehr trockenen, leicht moussierenden Wein mit hohem Säuregehalt. Bis in die 80er Jahre war die Qualität des Txakolis sehr dürftig, so dass der Wein praktisch nur im heimischen Bereich getrunken wurde. Mit der Gründung der ersten Denominación de Origen wurde jedoch die Basis für einen qualitativ hochwertigen Wein geschaffen.
Txakoli ist kein lange haltbarer Wein und sollte deshalb innerhalb eines Jahres nach der Abfüllung getrunken werden. Er wird landestypisch im hohen Bogen in die Gläser ausgeschenkt.

## Anbaugebiete
Das wichtigste Anbaugebiet des Txakolis ist die Region um Getaria an der Küste von Gipuzkoa (Getariako Txakolina). Weitere Anbaugebiete sind Bizkaia (Bizkaiko Txakolina) und die Region um Amurrio in Álava (Arabako Txakolina).
In und um Getaria produzieren 17 Weingüter auf ca. 170 ha ca. 10.000 hl.

## Trinkgewohnheiten

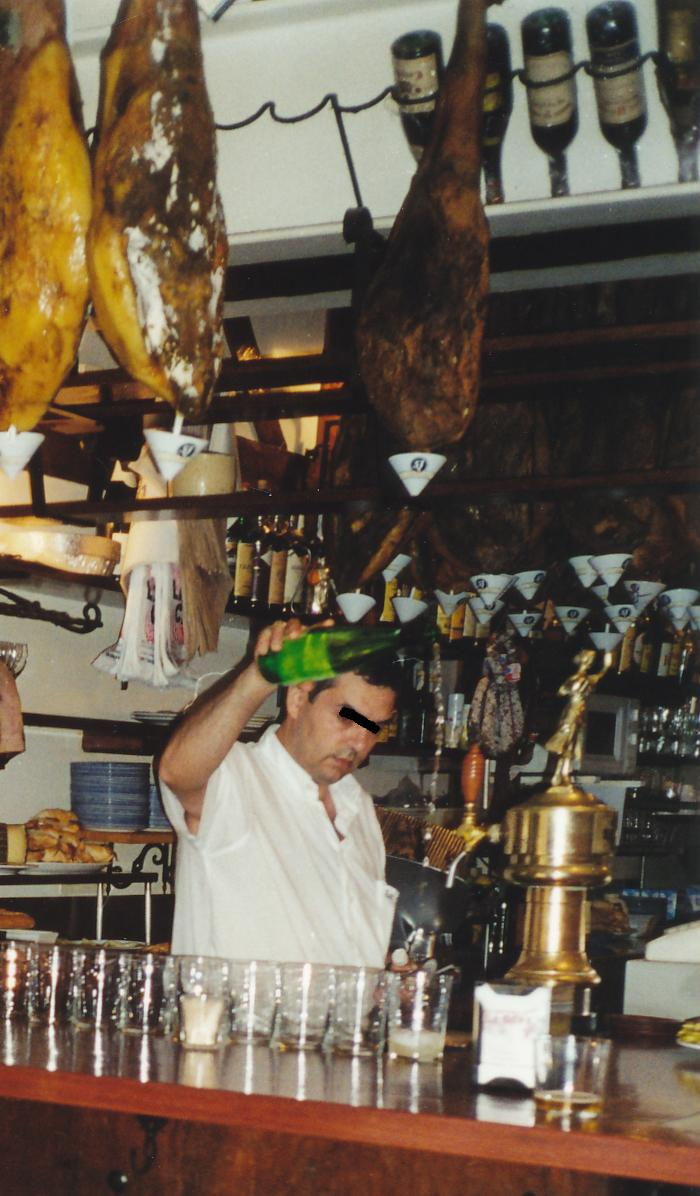
Traditioneller Txakoli-Ausschank aus großer Höhe

Txakoli wird im Baskenland in der Regel als Aperitif am späten Vormittag getrunken.